# 拉沃 (约讷省)
拉沃（法語：Lavau，法語發音：[lavo] ⓘ）是法国约讷省的一个市镇，属于欧塞尔区。

## 地理
拉沃（47°35'44"N, 2°59'14"E）面积55.06 平方千米，位于法国勃艮第-弗朗什-孔泰大區约讷省，该省份为法国中北部内陆省份，西接卢瓦雷省，西北接塞纳-马恩省，南至涅夫勒省，东临科多尔省，东北与奥布省接壤。
与拉沃接壤的市镇（或旧市镇、城区）包括：圣普里韦、皮赛地区巴蒂伊、尚普莱、法沃雷勒、阿尔基扬、皮赛地区圣阿芒、圣法尔若、圣马丹德尚。
拉沃的时区为UTC+01:00、UTC+02:00（夏令时）。

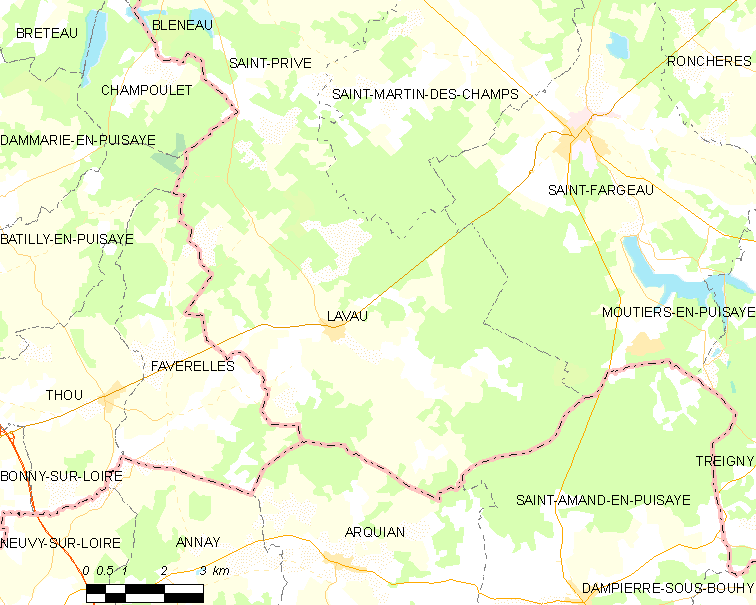
拉沃的OSM定位图

## 行政
拉沃的邮政编码为89170，INSEE市镇编码为89220。

## 政治
拉沃所属的省级选区为皮赛中心县。

## 人口

1962-2008年间拉沃人口变化图示

拉沃于2022年1月1日时的人口数量为391人。